# Wiesław Włodarczak
Wiesław Włodarczak (ur. 30 marca 1951 w Szamotułach, zm. 23 października 2015) – polski samorządowiec, wójt gminy Kaźmierz (1991-2014).

## Życiorys
Był absolwentem Technikum Kolejowego w Poznaniu (Zespół Szkół Komunikacji im. Hipolita Cegielskiego w Poznaniu). Ukończył studia na Wydziale Prawa Uniwersytetu im. Adama Mickiewicza w Poznaniu oraz studium podyplomowe z zakresu samorządu terytorialnego i rozwoju lokalnego na Uniwersytecie Warszawskim. Uzyskał również stopień doktora nauk o kulturze fizycznej na Akademii Wychowania Fizycznego w Poznaniu. Karierę zawodową zaczynał jako pracownik PKP w Szamotułach, następnie związał się z zawodowo z Urzędem Gminy w Kaźmierzu gdzie był między innymi kierownikiem Urzędu Stanu Cywilnego, a także dzięki ukończonym studiom prawniczym i odbytej aplikacji radcowskiej – radcą prawnym magistratu oraz sekretarzem gminy i zastępcą wójta Kaźmierza. W latach 1991–2014 piastował urząd wójta Kaźmierza. Zmarł 23 października 2015 i został pochowany w Kaźmierzu.

## Wybrane odznaczenia
- Krzyż Kawalerski Orderu Odrodzenia Polski[1],
- Srebrny Krzyż Zasługi[1],
- Brązowy Krzyż Zasługi[1],
- Złoty Medal Za Zasługi dla Pożarnictwa[1],
- Srebrny Medal Za Zasługi dla Pożarnictwa[1],
- Brązowy Medal Za Zasługi dla Pożarnictwa[1],
- Srebrny Medal „Za zasługi dla obronności kraju”[1],
- Odznaka honorowa „Za zasługi dla oświaty”[1],